# James L. Easton
James Leland „Jim“ Easton (* 26. Juli 1935 in Los Angeles; † 4. Dezember 2023) war ein amerikanischer Ingenieur, Unternehmer, Bogenschütze, Mäzen, Sportfunktionär und Vize-Präsident des IOC.

## Leben
James L. war der Sohn von James D. Easton, der den 1922 gegründeten Aluminium-Familienbetrieb aufbaute, indem er als Erster Aluminiumbögen für das Bogenschießen seit 1946 produzierte. James L. studierte nach der Highschool an der UCLA Ingenieurwissenschaft (Bachelor, 1959) und war als Bogenschütze aktiv. Von 1959 bis 1963 arbeitete er bei der Douglas Aircraft Company in Long Beach (Kalifornien). Anschließend trat er in das Familienunternehmen ein und wurde nach zehn Jahren 1973 der leitende Direktor. Er hatte seinen Vater überzeugt, sich auch an anderen Sportgeräten zu versuchen und so produzieren sie auch Skistöcke, Eishockey- und Baseballschläger. Von 1989 bis 2005 war er Präsident der World Archery Federation. 1997 wurde er in die Archery Hall of Fame aufgenommen. Ab 1994 war er Mitglied des IOCs, das ihn 2002 zum 4. Vizepräsidenten und 2005 zum 1. Stellvertreter von Thomas Bach wählte. Als Vertreter einer dopingfreien Sportart konnte er sowohl den alten als auch den neuen Geist des IOC repräsentieren. Er war der Präsident der Easton Foundation, die u. a. 11 Mio. US $ dem Easton Technology Management Center der UCLA spendete. Er gehörte ab 1985 dem Board of Trustees der UCLA Foundation an und erhielt 2014 die UCLA Ehrenmedaille.
Er starb am 4. Dezember 2023 im Alter von 88 Jahren.